# 大崀镇
大崀镇，是中华人民共和国广东省清远市阳山县下辖的一个乡镇级行政单位。2020年人口8081人。

## 行政区划
大崀镇下辖以下地区：
松林村、振民村、琶迳村、木家塘村、沙田村、大崀村、茶坑村和坑塘村。